# Caragana tragacanthoides
Caragana tragacanthoides är en ärtväxtart som först beskrevs av Pall., och fick sitt nu gällande namn av Jean Louis Marie Poiret. Caragana tragacanthoides ingår i släktet karaganer, och familjen ärtväxter. Utöver nominatformen finns också underarten C. t. himalaica.